# TJ Crockett
Tarontate de Shawn „TJ“ Crockett Jr. (* 9. September 1999) ist ein US-amerikanischer Basketballspieler.

## Werdegang
Crockett aus University City (US-Bundesstaat Missouri) spielte als Jugendlicher in seiner Heimatstadt für die Schulmannschaft der University City High School. Von 2017 bis 2021 war er Mitglied der Hochschulmannschaft der Lindenwood University in Missouri. Nach zwei Jahren als Ergänzungsspieler war Crockett von 2019 bis 2021 Führungspersönlichkeit und erzielte 2019/20 im Mittel 21,3 sowie 2020/21 27,5 Punkte je Begegnung. In seiner letzten Saison an der Lindenwood University stand er in der Korbschützenliste der zweiten NCAA-Division an dritter Stelle.
Der spanische Zweitligist CB Prat war des US-Amerikaners erster Verein im Berufsbasketball. In 31 Einsätzen brachte es Crockett für die Mannschaft aus Katalonien auf einen Punktedurchschnitt von 14,1. In der Saison 2022/23 stand er zunächst bei Antalya Güneşi in der zweiten türkischen Liga unter Vertrag und erzielte in zehn Einsätzen statistisch einen Mittelwert von 17 Punkten. Kurz vor Weihnachten 2022 wechselte er nach Deutschland zum Zweitligisten VfL SparkassenStars Bochum. Auch in Bochum bewies der US-Amerikaner seine Stärken im Angriff, war mit einem Wert von 18,5 Punkten je Begegnung innerhalb der Mannschaft und ligaweit führend.
Seine in Bochum erbrachten Leistungen verhalfen Crockett zum Sprung in die Basketball-Bundesliga, die Basketball Löwen Braunschweig gaben im Juni 2023 die Verpflichtung des US-Amerikaners bekannt. Für die Niedersachsen bestritt er bis 2025 insgesamt 66 Bundesliga-Spiele. Im Juli 2025 gab Bundesliga-Konkurrent Rostock Seawolves die Verpflichtung des US-Amerikaners bekannt.